# 日本獸醫生命科學大學
日本獸医生命科学大学（日语：にほんじゅういせいめいかがくだいがく，英語：　(N.V.L.U.)）是位於東京都武藏野市境南町1-7-1之私立大学。于1881年創立、1949年设立大学，簡稱日獸（にちじゅう）。1881年（明治14年）創校，是日本最古老的私立獸医大学。

## 外部連結
- 日本獸医生命科学大学 （页面存档备份，存于）